# نيكولاي ديميتروف (لاعب كرة قدم)
نيكولاي ديميتروف (12 يونيو 1990 ببلوفديف في بلغاريا - ) هو لاعب كرة قدم بلغاري في مركز الدفاع. لعب مع او في سي سليفن 2000 ونادي بوتيف بلوفديف ونادي لوكوموتيف بلوفديف وPSFC Chernomorets Burgas ‏ وFC Haskovo ‏.

## وصلات خارجية
- نيكولاي ديميتروف (لاعب كرة قدم) على موقع قاعدة بيانات كرة القدم.إي يو (الإنجليزية)
- نيكولاي ديميتروف (لاعب كرة قدم) على موقع Soccerway.com (الإنجليزية)